# دایره بارولی
دایره بارولی (به لاتین: Barouéli Cercle) یک منطقهٔ مسکونی در مالی است که در استان سگو واقع شده‌است. دایره بارولی ۴٬۱۷۰ کیلومتر مربع مساحت و ۲۰۳٬۵۵۰ نفر جمعیت دارد.